# Malásia nos Jogos Olímpicos de Verão de 1968
A Malásia competiu nos Jogos Olímpicos de Verão de 1968, na Cidade do México, México. Desta vez, Malásia e Singapura enviaram delegações separadas, já que Singapura foi expulsa da Federação em 1965.